# Protoseudyra
Protoseudyra là một chi bướm đêm thuộc họ Noctuidae.